# 鹿部町
鹿部町（日语：／ Shikabe chō */?）是位於北海道渡島綜合振興局中部、渡島半島東北部的城鎮。地處函館市的北側。北海道駒岳位於境內東南部，因此當地經常受到火山爆發落下的火山灰影響。當地以漁業為主，主要漁獲包括章魚、鰈、遠東多線魚、櫻鱒、黃線狹鱈、扇貝等海產。鹿部町也有許多溫泉，鎮上的旅館也大多是溫泉旅館。
町名源自阿伊努語的「sikerpe」，意思是黃柏（一種可作為藥材的植物）。或是「sike-un-pe」，意思是背負的地方。

## 人口
| 鹿部町人口分布圖 |                                               |  |
| 鹿部町與日本全國年齡別人口分布比較圖 （2005年資料） | 鹿部町的年齡、男女別人口分布圖 （2005年資料） |  |
| ■紫色是鹿部町 ■綠色是全国 | ■藍色是男性 ■紅色是女性                       |  |
| 鹿部町人口變化 \| 1970年 \| 4,636人 \| \| \| 1975年 \| 4,734人 \| \| \| 1980年 \| 5,011人 \| \| \| 1985年 \| 5,107人 \| \| \| 1990年 \| 4,979人 \| \| \| 1995年 \| 4,822人 \| \| \| 2000年 \| 4,907人 \| \| \| 2005年 \| 4,919人 \| \| \| 2010年 \| 4,766人 \| \| \| 2015年 \| 4,226人 \| \| \| 2020年 \| 3,760人 \| \| |                                               |  |
| 資料來源：日本總務省統計中心提供之人口普查數據 |                                               |  |
| 1970年 | 4,636人                                       |  |
| 1975年 | 4,734人                                       |  |
| 1980年 | 5,011人                                       |  |
| 1985年 | 5,107人                                       |  |
| 1990年 | 4,979人                                       |  |
| 1995年 | 4,822人                                       |  |
| 2000年 | 4,907人                                       |  |
| 2005年 | 4,919人                                       |  |
| 2010年 | 4,766人                                       |  |
| 2015年 | 4,226人                                       |  |
| 2020年 | 3,760人                                       |  |

## 歷史
- 1906年4月1日：鹿部村成立為北海道二級村。
- 1983年12月1日：改制為鹿部町。[5]

## 交通

### 機場
- 函館機場（位於函館市）
- 鹿部飛行場

### 鐵路
- 北海道旅客鐵道
  - 函館本線：鹿部車站

### 道路
高速道路
- 函館新道：七飯藤城交流道 - 七飯本町交流道 - 七飯大川交流道

一般國道
- 國道278號

主要地方道
- 北海道道43號大沼公園鹿部線

道道
- 北海道道480號鹿部停車場線

### 巴士
- 函館巴士

## 觀光景點
觀光
- 鹿部溫泉
- 鹿部間歇泉公園
- 鹿部湧水園
- 三味線瀑布
- 鳥羽一郎歌碑「北斗船」

## 教育
中學校
- 鹿部町立鹿部中學校

小學校
- 鹿部町立鹿部小學校

## 本地出身的名人
- 盛田幸妃：棒球解説員、前職業棒球投手

## 外部連結
- （日語）Yasu's Photo（以鹿部町為主的攝影作品集）
- （日語）鹿部商工會（页面存档备份，存于）